# Оздемир, Волкан
Волкан Оздемир (тур. Volkan Özdemir, род. 19 сентября 1989 года, Фрибур, Швейцария) — швейцарский боец смешанных боевых искусств и бывший профессиональный кикбоксер, курдского происхождения. Бывший претендент за звание чемпиона в полутяжёлом весе в UFC.
Занимает 9 строчку в официальном рейтинге UFC в полутяжёлом весе.

## Детство и юность
Оздемир родился во франкоговорящей части Швейцарии. Его отец курд, а мать швейцарка. Проживая в Нидерландах он тренировался в зале Golden Glory, и был в приятельских отношениях с бывшим чемпионом Strikeforce в тяжёлом весе Алистаром Оверимом. Затем Оздемир занимался кикбоксингом на любительском и профессиональном уровнях, а также бразильским джиу-джитсу.

## Смешанные боевые искусства

### Ранняя карьера
Оздемир дебютировал в смешанных единоборствах в 2010 году. До подписания контракта с Bellator MMA он провёл девять поединков и во всех одержал победы.

### Bellator
25 октября 2013 Оздемир дебютировал в Bellator MMA. На Bellator 105 он дрался с Джошем Ланье, и одержал победу техническим нокаутом.
4 апреля 2014 Оздемир встретился с Келли Анадсоном на Bellator 115. Оздемир проиграл Анадсону сабмишеном ущемление шеи.

### UFC
Оздемир был подписан UFC в 2017 году и дебютировал в промоушене в бою против Овинса Сент-Прю 4 февраля 2017 года на UFC Fight Night 104. Оздемир победил Сент-Прю раздельным решением судей.
В своем втором бою за промоушен Оздемир встретился с Мишей Циркуновым 28 мая 2017 года на UFC Fight Night 109. Он выиграл бой нокаутом всего за 28 секунд до конца первого раунда. 
Следующий поединок Оздемира с Джими Манувой состоялся 29 июля 2017 года на UFC 214. Он выиграл бой нокаутом на первой минуте боя, а затем получил премию за выступление вечера. 
Оздемир встретился с Даниэлем Кормье 20 января 2018 года на UFC 220 за титул чемпиона UFC в полутяжелом весе. Он проиграл бой техническим нокаутом во втором раунде. 
Ожидалось, что Оздемир встретится с Маурисио Руа 12 мая 2018 года на UFC Fight Night 129. Однако 13 апреля 2018 года стало известно, что Оздемир был снят с боя из-за предполагаемых проблем с визой, ограничивающих его поездку в Чили. Бой был перенесен на 22 июля 2018 года на UFC Fight Night 134. 
Оздемир встретился с Энтони Смитом 27 октября 2018 года на UFC Fight Night 138. Он проиграл бой удушающим приемом сзади в третьем раунде. 
16 марта 2019 года Оздемир встретился с Домиником Рейесом на UFC Fight Night 147. Он проиграл бой спорным раздельным решением судей. 
Ожидалось, что Оздемир встретится с Илиром Латифи 1 июня 2019 года на UFC Fight Night 153, но 30 мая 2019 года стало известно, что Латифи был вынужден сняться с турнира из-за травмы спины, и бой был отменен. В свою очередь, из-за проблем с визой Оздемира бой был перенесен на UFC Fight Night 156. Он выиграл бой нокаутом во втором раунде. Эта победа принесла ему награду “Выступление вечера”. 
Оздемир встретился с Александром Ракичем 21 декабря 2019 года на UFC Fight Night 165. Он выиграл бой раздельным решением судей. 
12 июля 2020 года Оздемир встретился с новичком промоушена Иржи Прохазкой на UFC 251. Он проиграл бой нокаутом во втором раунде. 
Оздемир должен был встретиться с Магомедом Анкалаевым 4 сентября 2021 года на UFC Fight Night 191. Однако бой был перенесен на UFC 267 в Абу-Даби 30 октября. Он проиграл бой единогласным решением судей. 

Оздемир встретился с Полом Крейгом 23 июля 2022 года на UFC Fight Night 208. Он выиграл бой единогласным решением судей.

## Результаты в смешанных единоборствах
| Боёв 28  | Побед 20 | Поражений 8 |
| -------- | -------- | ----------- |
| Нокаутом | 13       | 2           |
| Сдачей   | 2        | 2           |
| Решением | 5        | 4           |

| Результат | Рекорд | Соперник         | Способ                                     | Турнир                                      | Дата             | Раунд | Время | Место                         | Примечание                                          |
| --------- | ------ | ---------------- | ------------------------------------------ | ------------------------------------------- | ---------------- | ----- | ----- | ----------------------------- | --------------------------------------------------- |
| Поражение | 20-8   | Карлос Ульберг   | Единогласное решение                       | UFC Fight Night: Ян vs. Фигейреду           | 23 ноября 2024   | 3     | 5:00  | Макао, Китай                  |                                                     |
| Победа    | 20-7   | Джонни Уокер     | KO (удар)                                  | UFC on ABC: Уиттакер vs. Алискеров          | 22 июня 2024     | 1     | 2:28  | Эр-Рияд, Абу-Даби             | «Выступление вечера» (3)                            |
| Победа    | 19-7   | Богдан Гуськов   | Сдача (удушение сзади)                     | UFC Fight Night: Ган vs. Спивак             | 2 сентября 2023  | 1     | 3:46  | Париж, Франция                |                                                     |
| Поражение | 18-7   | Никита Крылов    | Единогласное решение                       | UFC 280                                     | 22 октября 2022  | 3     | 5:00  | Абу-Даби, ОАЭ                 |                                                     |
| Победа    | 18-6   | Пол Крейг        | Единогласное решение                       | UFC Fight Night: Блейдс vs. Аспиналл        | 23 июля 2022     | 3     | 5:00  | Лондон, Великобритания        |                                                     |
| Поражение | 17-6   | Магомед Анкалаев | Единогласное решение                       | UFC 267                                     | 30 октября 2021  | 3     | 5:00  | Абу-Даби, ОАЭ                 |                                                     |
| Поражение | 17-5   | Иржи Прохазка    | Нокаут (удар)                              | UFC 251                                     | 12 июля 2020     | 2     | 0:49  | Абу-Даби, ОАЭ                 |                                                     |
| Победа    | 17-4   | Александр Ракич  | Раздельное решение                         | UFC Fight Night: Edgar vs. Korean Zombie    | 21 декабря 2019  | 3     | 5:00  | Пусан, Южная Корея            |                                                     |
| Победа    | 16-4   | Илир Латифи      | KO (удары руками)                          | UFC Fight Night: Shevchenko vs. Carmouche 2 | 10 августа 2019  | 2     | 4:31  | Монтевидео, Уругвай           | «Выступление вечера» (2)                            |
| Поражение | 15-4   | Доминик Рейес    | Раздельное решение                         | UFC Fight Night: Till vs. Masvidal          | 16 марта 2019    | 3     | 5:00  | Лондон, Англия                |                                                     |
| Поражение | 15-3   | Энтони Смит      | Удушающий прием (удушение сзади)           | UFC Fight Night: Volkan vs. Smith           | 27 октября 2018  | 3     | 4:26  | Монктон, Нью-Брансуик, Канада |                                                     |
| Поражение | 15-2   | Дэниел Кормье    | Технический нокаут (удары руками)          | UFC 220                                     | 20 января 2018   | 2     | 2:00  | Бостон, Массачусетс, США      | Бой за титул чемпиона UFC в полутяжёлом весе.       |
| Победа    | 15-1   | Джими Манува     | Нокаут (удары)                             | UFC 214                                     | 29 июля 2017     | 1     | 0:42  | Анахайм, Калифорния, США      | «Выступление вечера» (1)                            |
| Победа    | 14-1   | Миша Циркунов    | Нокаут (удар)                              | UFC Fight Night: Gustafsson vs. Teixeira    | 28 мая 2017      | 1     | 0:28  | Стокгольм, Швеция             |                                                     |
| Победа    | 13-1   | Овинс Сен-Прё    | Раздельное решение                         | UFC Fight Night: Bermudez vs. Korean Zombie | 4 февраля 2017   | 3     | 5:00  | Хьюстон, Техас, США           | Возвращение в полутяжёлый вес.                      |
| Победа    | 12-1   | Алихан Вахаев    | Единогласное решение                       | WFCA 17: Grand Prix Akhmat                  | 9 апреля 2016    | 3     | 5:00  | Грозный, Россия               |                                                     |
| Победа    | 11-1   | Пако Эстевес     | Технический нокаут (удары)                 | SHC 10: Carvalho vs. Belo                   | 20 сентября 2014 | 1     |       | Женева, Швейцария             | Возвращение в тяжёлый вес.                          |
| Поражение | 10-1   | Келли Анандсон   | Сдача (ущемление шеи)                      | Bellator 115                                | 4 апреля 2014    | 2     | 3:19  | Рино, Невада, США             |                                                     |
| Победа    | 10-0   | Джош Ланье       | Технический нокаут (удары и удары локтями) | Bellator 105                                | 25 октября 2013  | 1     | 3:13  | Рио-Ранчо, Нью-Мексико, США   |                                                     |
| Победа    | 9-0    | Дэвид Раунд      | Технический нокаут (удары)                 | WKN Valhalla: Battle of the Vikings         | 9 марта 2013     | 1     |       | Орхус, Дания                  | Выиграл турнир WKN Valhalla: Battle of the Vikings. |
| Победа    | 8-0    | Анжелье Бенжамин | Нокаут (удары)                             | WKN Valhalla: Battle of the Vikings         | 9 марта 2013     | 1     | 0:45  | Орхус, Дания                  |                                                     |
| Победа    | 7-0    | Бенаях Мохамед   | Технический нокаут (удары)                 | WKN Valhalla: Battle of the Vikings         | 9 марта 2013     | 1     | 0:15  | Орхус, Дания                  | Возвращение в полутяжёлый вес.                      |
| Победа    | 6-0    | Мохамед Амиди    | Технический нокаут (удары)                 | SHC 6: Belo vs. Rodriguez                   | 6 октября 2012   | 1     | 1:59  | Женева, Швейцария             | Дебют в тяжёлом весе.                               |
| Победа    | 5-0    | Бруно Гранчеукс  | Технический нокаут (удары)                 | Lions Fighting Championship 4               | 15 сентября 2012 | 1     | 1:54  | Итабуна, Бразилия             |                                                     |
| Победа    | 4-0    | Ронилсон Сантуш  | Технический нокаут (отказ от продолжения)  | Lions Fighting Championship 3               | 12 мая 2012      | 1     | 2:12  | Итабуна, Бразилия             |                                                     |
| Победа    | 3-0    | Мамаду Сиссе     | Сдача (болевой приём)                      | 100 % Fight 10: Supreme League Block C      | 7 апреля 2012    | 1     | 3:43  | Париж, Франция                |                                                     |
| Победа    | 2-0    | Бубакар Болд     | Единогласное решение                       | Lions Fighting Championship                 | 15 октября 2011  | 3     | 5:00  | Невшатель, Швейцария          |                                                     |
| Победа    | 1-0    | Мартин Вэт       | Технический нокаут (удары)                 | Shooto: Switzerland 7                       | 4 сентября 2010  | 1     | 0:56  | Цюрих, Швейцария              |                                                     |